# Бойко Анатолій Ігорович
Бойко Анатолій Ігорович (нар. 17 липня 1970 — 14 серпня 2025) — заслужений майстер народної творчості України(2017), рекордсмен світу та України.

## Життєпис
Анатолій Бойко народився 17 липня 1970 року в с. Буглів Лановецького району Тернопільської області. 
Закінчив Буглівську середню школу. 
У 1988 достроково закінчив Дубнівське професійне училище за професіями, різьбяр по дереву та художник дизайнер. 

Під час служби в армії 1988—1990 рр. під кінець служби отримав важке поранення в Нагірному Карабасі. Після лікування був звільнений в запас. У 1992 році по загостреннях наслідків поранення отримав 2 групу інвалідності. З тих пір почав займатися в мистецькому напрямку.

У 2002 році переїхав до міста Володимир

## Творчість
За 25 років творчості самостійно опанував 17 мистецьких технік (коренепластика, малювання пастеллю, вироби із скла та скляна аплікація, вироби з берести) із них 3 авторські і вони не мають аналогів.
Починаючи з 2007 року, вивчив усі стилі писанкарства та знаки і символи з часів Трипілля по сьогодення. У кожному виробі зашифровує національні символи, традиційні українські знаки. 

У 2008 році розробив свій власний стиль — оздоблення яєчної шкаралупи металом та камінням, використовуючи різьбу по шкарлупі. 

У 2015 р. в приміщені Верховної Ради України встановив рекорд України по цій техніці. 

У 2020 р. в культурно-мистецькому центрі міста Володимира-Волинського (з 2021 р. - Володимир) встановив світовий рекорд в номінації (перша в світі авторська колекція з яєчної шкаралупи оздоблена металом).

У 2021 році встановив світовий рекорд — просверлив в одній шкаралупі гусячого яйця понад 25 тисяч отворів. 

Протягом усієї творчості провів 15 авторських виставок по всій території України, та понад 50 збірних на різноманітних мистецьких заходах, фестивалях та презентаціях.

Анатолій Бойко є членом Всесвітньої Асоціації художників, що працюють по яєчній шкаралупі — World Egg Artist Association.

Роботи митця експонуються в Південній Кореї, Італії, Греції, Німеччині, Великій Британії, Франції, Японії, США, Канаді, Ірані, Туреччині.

17 квітня 2021 року встановив одразу два світових рекорди. В курячому яйці просверлив 33 тисячі отворів (вибив на ньому трипільські символи: «Всевидяче око», «Мати-Берегиня», «Знак безкінечності»), і майже 53 тисячі отворів в гусячому яйці.
Техніки:

- Живопис.
- Графіка.
- Різьблення по дереву (усі види різьби).
- Лозоплетіння.
- Вироби з очерету (авторська техніка).
- Ліплення [Архівовано 2 грудня 2021 у Wayback Machine.] (глина, гіпс, порцеляна.)
- Вишивка (хрестик, гладь).
- Різьба по яєчній шкарлупі.
- Оздоблення металом та камінням яєчної шкарлупи (авторська техніка).
- Вязання гачком.
- Художнє моделювання з будь-яких матеріалів.
- Холодне кування по металу.
- Витягування яєчної шкаралупи (авторська техніка).

## Нагороди
Анатолій Бойко має низку нагород, дипломів, подяк.

- 2014 році нагороджений медаллю СОІУ найвищою відзнакою.
- 2015 — медалль за заслуги перед містом Володимир-Волинський.
- 2016 — медалль та грамота Верховної Ради України.
- 2017 — отримав звання заслуженого майстра народної творчості України[7]. Та нагороджений зіркою пошани.
- 2018 — до дня людей з інвалідністю отримав медаль патріот України[8].
- 2019 — отримав звання почесний громадянин міста[9].
- 2020 — отримав медаль за служіння мистецтву.
- 2022 — нагороджений Всесвітнім Орденом «Золотої Зірки Культурної дипломатії»
- 2023 — нагороджений Всесвітнім Орденом Зірки «Кредо».[10]
- 2023 — отримав Почесну міжнародну відзнаку «Посол культурної дипломатії», а також вірчу грамоту від міжнародного проєкту «Культурна дипломатія» за сприяння обміну культурними цінностями, співробітництво між діячами культури і мистецтва різних країн та міжнародними організаціями.[11]

У вересні 2020 р. нагороджений повним комплектом, до якого входить: Орден патріота; медаль за патріотизм; значок патріота України.

Також 7 почесних грамот та понад 70 подяк, дипломів, сертифікатів.